# Mercedes-Benz W120/W121
În iulie 1953 apare primul autoturism al companiei Mercedes-Benz creat după război: tipul constructiv „ponton”. Succesoare ale modelului 170, acestea vor fi construite până în 1959 sau 1962, în funcție de model. Numerele 170, 180, 190 ș.a. desemnează la Mercedes-Benz modelele comerciale (denumirile folosite la vânzare); cele de gen W 120 sunt cele interne ale producătorului și desemnează mai ales „seria” (tipul constructiv).
În acei ani, marcați prin modestie și simplitate (Citroën 2CV, 4CV, ..), industria de automobile și publicul se așteptau să vadă lansarea unei mașini mici, după tendințele și necesitățile pieței. Mercedes a ales să creeze însă un model inedit, care va deveni prima reprezentantă a gamei de mijloc și va contribui foarte mult la revigorarea brandului: modelul 180.

## Ponton
În limba engleză americană „ponton” este o componentă auto ce sugerează în același timp și aripa și bara de protecție. În sens european și britanic înseamnă un tip de mașină la care ușile din față sunt integrate cu aripile frontale, iar ușile din spate cu aripile din spate. Astfel, tipul "Ponton" desemnează un întreg ansamblu de modele Mercedes-Benz. 
Spre sfârșitul celui de-al doilea război mondial s-a creat, drept metodă de protecție a pereților laterali, protecția în special față de tancuri, o cutie goală lungă concepută pentru a declanșa explozivul înainte de momentul contactului cu blindajul. Soldații au numit aceste cutii „pontoane”, prin analogie cu echipamentul marin „ponton”. 
Mașinile Mercedes-Benz de tip „Ponton” sunt bine finisate, au o gamă largă de accesorii (radio, lumini, încălzire suplimentară la partea din spate, cotiere piele etc.) și un tablou de bord cuprinzător și cu aspect de lux.

## Prezentare
Există cinci familii: primele trei cifre se referă la cilindri , literele D, S, E, L indică modelul, în timp ce literele a, b, c, d denotă evoluția modelului:
- Tip W105: 1956-1959: berlină, 6 cilindri, 2L2, modele: 219.
- W120 Tip: berlină, 4 cilindri: 1953-1962: modele: 180, 180a, 180b, 180C, 180D, 180Da, 180Db
- W121 Tip: 4 cilindri: 1953-1962: sedan, modele: 190, 190b, 190d, 190Db, 1955-1962: Roadster / Coupe model: 190SL.
- W128 Tip: 6 cilindri, 2L2 cu injecție: 1958-1960: 220SE sedan, 1958-1960: 220SE coupe, 1958-1960: 220SE Cabrio.
- W180 Tip: 6 cilindri 2L2 carburator: 1954-1959: berlina 220a, 220S, 1956-1959: 220S coupe, 1956-1959: 220S Cabriolet.

Diferitele tipuri de motorizări:
- 180: 1953, la Motor Show Paris este prezentat primul Mercedes turism monococ. Ulterior (1955-1970), vehiculele europene sunt inspirate de principiile apărute odată cu modelul 180 (bare de protecție elastice, frâne aerodinamice, tablou de bord căptușit, oglindă zi / noapte ..).

Această mașină adresată clasei de mijloc este destul de simplă, spațioasă și are calități reale în ciuda motorului învechit: modelul cu 1767 cm3 cu arborele cu came laterale având performanțe scăzute. Este foarte flexibil (a patra poate fi păstrată până la 40 km/h), cu încălzire în câteva minute, cei 52 CP oferă o viteză de croazieră de 100/105 km/h depășind însă cu dificultate 125 km/h. Are nevoie de 18 secunde pentru a ajunge la 80 km /h și 30 de secunde pentru a ajunge la 100 km/h. La deal se merge cu a doua. Aceste performanțe o clasează deasupra unui Aronde sau 403. Este mult peste medie, cu un sistem de încălzire separată stânga-dreapta, cu ștergător integrat de serie (1956), a cărui suprafață de netezire surprindea în momentul respectiv . Ținuta de drum este mult mai bună decât la 170. Întreținerea este proiectată remarcabil: ușor și ieftin: ungerea celor 22 de puncte de lubrifiere are ca scop atingerea a 2000km fără intervenții. Fabricarea acestui model, va continua o perioadă îndelungată el uimind prin robustețea și longevitatea tehnică. 
- 180a: iunie 1957 / iulie 59: 65 CP la 4500 rpm și 135 km/h. 180a nu este deloc o îmbunătățire a lui 180 (1767 cc), dar moștenește noul motor de la 190 (1897 cc) motorul în serviciu de 20 de ani este retras.

- 180b: iulie 1955 / august 61: 68 CP la 4400 rpm și 135 km/h.

- 180C: iunie 1961 / octombrie 62: 68 CP la 4400 rpm și 135 km/h.

- 180D: octombrie 1953 / iulie 59. Dieselul nu era foarte popular în acea perioadă (Auto-Jurnalul prevedea chiar și moartea sa în 1970), însă prețul extrem de scăzut a carburantului o face atractivă . Performanțele acestui 1770 cu arborele cu camă în cap de 40 (septembrie 1955) și 43 CP (180D), o clasează la egalitate cu o clasă de 1000 / 1200cc. Fiabilitatea acestuia este legendară (150 000 - 200 000 km fără intervenție service) . Pentru a porni, se pune contactul,se rotește maneta la dreapta pe prima sa oprire (bujiile se încălzesc) ... după vreo treizeci de secunde, se aprinde un indicator de lumini de culoare roșie, apoi zgomotul unui motor cu rezonanțe metalice și în sfârșit recunoaștem rapid caracteristicile unui diesel. Prin încălzire, ralantiul devine mai puțin haotic, mai puțin zgomotos: trebuie să admitem că această 180D este unul dintre primele motoare diesel complexe, cu o centrifugare care combină economia de combustibil pe injecție (10%) cu puterea, dar și lipsa totală de miros.

- 180DC: iunie 61 / octombrie 62 : puterea a crescut la 48 CP și 3800 rot/min

- 190SL : februarie 1954, prezentat în cadrul Salonului Auto de la New York, ea devine accesibilă la salonul de la Geneva în 1955. Pare surprinzător de scurtă și lată. Motorul său este preluat de la modelul 300. Cei 1897 cc 105 CP ajung la 6200 rot / min.

- 190: martie 1956, 190 nu este doar o versiune îmbunătățită: noul motor vine de la legendarul 300 însă cu doar 4 cilindri și redus la 75 CP și la 4600 rot / min. Se diferențiază de 180 prin forma grilei.

- 190b: iunie 1959: această ultimă evoluție oferea 80 CP, ajungând la 145 km/h. Puține lucruri diferențiază modelele, de la 180 / 52CP la 190 / 80 CP, această diferență se observă doar la un test drive.

- 190D: august 1958 / iulie 1959: acest diesel deținea 50 CP la 4000 rot/min, pe deplin suficient pentru a atinge 120 km/h.

- 190Db: iunie 1959 / septembrie 60, putere neschimbată.

- 220a : martie 1954, Mercedes a ieșit cu una dintre cele mai de succes apariții comerciale. Acesta are două roți de rezervă, interior din piele roșu sau bej, radio FM. Sobrietatea de la 180 s-a transformat în lux. Cumpărătorii săi care aleg să păstreze o mașină zece ani s-au lăsat seduși de ea, in ciuda prețului mai mare cu 40 - 50%: totul este confort, nervozitate, rapiditate. 220a a fost considerată cea mai bună berlină din lume. În 1955, suspensia față a fost complet revizuită. Partea de sus a tabloului de bord este fabricată din lemn prețios "cu inserții foarte fine". Cu a doua viteză se ajunge la 75 km/h, cu a treia la 110, este mai rapid decât marea majoritate a autoturismelor. Se ajunge de la 0 la 60 km/h în 6.8 s, 0 - 115 km/h în 21 de secunde. Viteza de croazieră este intre 120-130 km/h cu o viteză maximă de 150 km/h. Succesiunea lui a fost asigurată prin 219 și 220S.

- 220S: aprilie 1956 Apar carburatoarele duble Solex 220S succesoare ale celor de pe 220a cu 100 CP la 4800 rot/min. Abilitatea de a urca la 6 000 rot/min îi permite să ajungă la 160 kilometri pe oră în condiții de viteză demne de o mașină sport a epocii. Frânele sunt servo-asistate și eficacitatea lor este comparabilă cu cea a unui sedan al anilor 70. De multe ori însă nu pornește dacă motorul nu este încălzit.

- 219: mai 1956, este o altă succesoare a modelului 220a . Combinând platforma și partea din spate a unui 180 cu motorul unui 220, fixată la 85 CP (90 CP în 1957), cu șase cilindri, au devenit cele mai ieftine mașini din gama Mercedes. Inferioară lui 220 datorită finisajelor mai superficiale decât la 220 (lumini suplimentare eliminate, geamurile din spate nu coboară complet în jos), aceste mașini nu au fost un succes comercial. Astăzi, însă este un model deosebit de căutat.

- 220SE: octombrie 1958 / august 1959, Acesta este un model îmbunătățit al 220S, cu injecție indirectă (în tuburile de admisie) care nu se poate confunda cu 220S (tip W180) și reprezintă ultima apariție din seria ponton. Interiorul este deosebit de bine realizat : crom, piele, lemn. Noul motor din aliaj M127, cu cap cilindru, cap de arbore cu came, injecție de combustibil mecanice Bosch (de gestionare a fluxului de combustibil în funcție de temperatura camerei de ardere și presiune atmosferică), oferă 115 CP. Această deosebită inovație, injecția de carburant, este rezultatul colaborării Mercedes - Bosch mai întâi pe mașini de curse (300SL, 300SLR ...), apoi, în producția industrială pe 220SE. Acest motor se va livra mai târziu, cu 122CP la 220SE din seria W111.

Mașinile cabrio foloseau un sistem de închidere datând din perioada de dinainte de război.